# Elye Wahi
Pour les articles homonymes, voir Wahi.
Elye Wahi, de son vrai nom Sepe Elye Delmas Wahi, né le 2 janvier 2003 à Courcouronnes en France, est un footballeur franco-ivorien qui évolue au poste d'avant-centre ou d'ailier gauche à l'Eintracht Francfort.

## Biographie

### Carrière en club

#### Montpellier HSC (2018-2023)
Passé par le centre de formation du SM Caen, Elye Wahi commence sa carrière professionnelle au Montpellier HSC, club avec lequel il signe son premier contrat professionnel à l'âge de 16 ans, le 17 octobre 2019.
Il joue son premier match en professionnel avec le MHSC, lors d'une rencontre de Ligue 1 le 16 décembre 2020, face au FC Metz. Il entre en jeu à la place de Gaëtan Laborde, son équipe s'incline (2-0). Le 15 janvier 2021, lors de sa deuxième apparition en professionnel, il inscrit son premier but, face à l'AS Monaco, en championnat. Entré en jeu à la place de Mihailo Ristić, il marque dix minutes plus tard, ce qui ne suffit toutefois pas à son équipe, qui perd le match (2-3). Cette réalisation fait de lui le deuxième plus jeune buteur de l'histoire du club à 18 ans et 13 jours, derrière Abdoulaye Cissé. Le 4 février 2021, il prolonge son contrat avec le MHSC jusqu'en 2025. Le 13 février 2021, Wahi donne la victoire aux siens sur la pelouse de l'Olympique lyonnais, à l'occasion d'une rencontre de Ligue 1 (1-2).
S'imposant comme un titulaire sur le front de l'attaque montpelliéraine au cours de l'année 2022, Wahi se révèle comme un joueur majeur de l'équipe lors de la saison 2022-2023. Lors de la victoire historique du Montpellier HSC sur la pelouse de Francis Le Blé contre le Stade brestois 29 (0-7), il y inscrit son premier doublé de sa carrière en professionnel. Il marque son vingtième but en Ligue 1, le 29 décembre 2022, contre le FC Lorient, et contribue à la victoire de son équipe (0-2). Sur les quarante dernières années, il est seulement le deuxième joueur après Kylian Mbappé à marquer vingt buts en Ligue 1, avant d'avoir fêté ses 20 ans,. Il devient rapidement ensuite le deuxième plus jeune joueur à atteindre la barre des 25 buts dans l’élite.
Le 7 mai 2023, malgré une défaite (5-4) face à L'OL, il devient le deuxième joueur de l’histoire à marquer un quadruplé à l’extérieur contre l'équipe rhodanienne. En fin de saison, lors des Trophées UNFP 2023, Elye Wahi est nommé pour le titre du meilleur espoir de Ligue 1, ainsi que pour le plus beau but de l'année. Il remportera ce dernier.

#### RC Lens (2023-2024)
Le 20 août 2023, Elye Wahi s'engage au RC Lens pour cinq ans. Le montant de son transfert, estimé à 30 millions d'euros plus 5 de bonus, en fait la plus grosse vente de Montpellier et le plus gros achat de Lens. Il y portera le numéro 9.
Le 29 septembre, il inscrit son premier but sous ses nouvelles couleurs lors d'un déplacement à Strasbourg où son club s'impose grâce à sa réalisation (0-1).
Le 3 octobre 2023 face à Arsenal, Elye Wahi délivre une passe décisive et inscrit son premier but en Ligue des champions, qui offre la victoire à Lens (2-1). À la suite de cette performance, il est nommé homme du match. Le 25 octobre contre le PSV Eindhoven, il s'offre son deuxième but dans la compétition et permet aux siens de rester invaincus (1-1).
Le 22 février 2024, il inscrit son premier but en Ligue Europa lors d'une rencontre opposant Lens au SC Fribourg. Les Artésiens s'inclineront finalement 3-2 et cette défaite mettra fin à l'aventure sur la scène européenne.
La période février-mars est fructueuse pour Elye Wahi, qui enchaîne les buts en Ligue 1, inscrivant cinq buts en six journées. Il marqua notamment lors de la victoire face au RC Strasbourg (3-1), la défaite face à l'AS Monaco (3-2), la victoire face à l'Olympique lyonnais (0-3), et les défaites face l'OGC Nice (1-3) et le LOSC Lille (2-1).
Il clôture sa première saison dans l'Artois en inscrivant un but et une passe décisive pour Deiver Machado face à son club formateur mais ne peut empêcher le match nul de son équipe (2-2). Ce résultat envoie le Racing à la septième place du championnat synonyme de qualification aux barrages de la Ligue Europa Conférence.

#### Olympique de Marseille (2024-2025)
Le 13 août 2024, le joueur s'engage officiellement avec l'Olympique de Marseille pour cinq saisons pour un montant de 25 M€, 5 millions de bonus et 15 % d'une future plus-value à la revente. Lors de sa présentation à la presse le 14 août 2024, Elye Wahi se montre enthousiaste. « J'ouvre un nouveau chapitre à l'Olympique de Marseille », indique-t-il, avant d'ajouter qu’il est « très fier de faire partie de la nouvelle famille marseillaise ».
Wahi marque son premier but pour l'OM dès son premier match, le 17 août 2024, lors de la première journée de la saison 2024-2025 face au Stade brestois 29. Il est titularisé et participe à la victoire de son équipe par cinq buts à un ce jour-là,.

#### Eintracht Francfort (depuis 2025)
Au mercato hivernal de 2025, après six mois passés à l'OM, Elye Wahi signe jusqu'en 2029 dans le club allemand de l'Eintracht Francfort. Le montant du transfert est estimé à 26 millions d'euros (plus 3 M€ de bonus), et une éventuelle plus-value future à la revente de 12 %.

### Carrière internationale
Elye Wahi compte une sélection avec l'équipe de France des moins de 17 ans, obtenue le 3 décembre 2019 contre l'Italie. Les deux équipes se neutralisent ce jour-là (1-1).
Avec les moins de 19 ans il inscrit un but contre l'Angleterre le 6 octobre 2021 (victoire 3-1 des jeunes français) et face au Mexique le 11 octobre suivant (4-1 pour la France). Il réalise également un doublé contre la Suède, le 23 mars 2022, lors de sa dernière apparition avec les moins de 19 ans. Il participe ce jour-là à la victoire de son équipe par cinq buts à zéro.
En septembre 2022, Wahi est convoqué pour la première fois avec l'équipe de France espoirs par le sélectionneur Sylvain Ripoll. Il inscrit dès sa deuxième sélection son premier but face à la Belgique (2-2 score final).
Sa sélection en équipe de France U20 est envisagée pour la Coupe du monde 2023 mais le Montpellier HSC refuse de le laisser partir. Il est ensuite sélectionné pour participer à l'Euro espoirs 2023 avec l'équipe de France espoirs.

## Affaire judiciaire
En octobre 2021, Elye Wahi est visé par une plainte pour violences de la part d'une femme qui affirme qu'il lui a porté un coup, lors d'une altercation devant une boîte de nuit à Lattes,. Le joueur a démenti les accusations et la plainte a été classée sans suite.

## Statistiques
| Saison                | Club                   | Championnat           | Championnat | Championnat | Championnat | Coupe(s) nationale(s) | Coupe(s) nationale(s) | Coupe(s) nationale(s) | Compétition(s) continentale(s) | Compétition(s) continentale(s) | Compétition(s) continentale(s) | Compétition(s) continentale(s) | Total | Total | Total |
| Saison                | Club                   | Division              | M.          | B.          | P.d.        | M.                    | B.                    | P.d.                  | Comp.                          | M.                             | B.                             | P.d.                           | M.    | B.    | P.d.  |
| 2020-2021             | Montpellier HSC        | Ligue 1               | 18          | 3           | 1           | 4                     | 0                     | 0                     | -                              | -                              | -                              | -                              | 22    | 3     | 1     |
| 2021-2022             | Montpellier HSC        | Ligue 1               | 33          | 10          | 2           | 3                     | 0                     | 0                     | -                              | -                              | -                              | -                              | 36    | 10    | 2     |
| 2022-2023             | Montpellier HSC        | Ligue 1               | 33          | 19          | 5           | -                     | -                     | -                     | -                              | -                              | -                              | -                              | 33    | 19    | 5     |
| 2023-2024             | Montpellier HSC        | Ligue 1               | 1           | 0           | 0           | -                     | -                     | -                     | -                              | -                              | -                              | -                              | 1     | 0     | 0     |
| Sous-total            | Sous-total             | Sous-total            | 85          | 32          | 8           | 7                     | 0                     | 0                     | -                              | -                              | -                              | -                              | 92    | 32    | 8     |
| 2023-2024             | RC Lens                | Ligue 1               | 27          | 9           | 3           | 1                     | 0                     | 0                     | C1+C3                          | 6+2                            | 2+1                            | 1                              | 36    | 12    | 4     |
| 2024-2025             | Olympique de Marseille | Ligue 1               | 13          | 3           | 1           | 1                     | 0                     | 0                     | -                              | -                              | -                              | -                              | 14    | 3     | 1     |
| 2024-2025             | Eintracht Francfort    | Bundesliga            | 8           | 0           | 0           | -                     | -                     | -                     | C3                             | 3                              | 0                              | 0                              | 11    | 0     | 0     |
| 2025-2026             | Eintracht Francfort    | Bundesliga            | -           | -           | -           | 1                     | 1                     | 1                     | C1                             | -                              | -                              | -                              | 1     | 1     | 1     |
| Sous-total            | Sous-total             | Sous-total            | 8           | 0           | 0           | 1                     | 1                     | 1                     | -                              | 3                              | 0                              | 0                              | 12    | 1     | 1     |
| Total sur la carrière | Total sur la carrière  | Total sur la carrière | 133         | 44          | 12          | 10                    | 1                     | 1                     | -                              | 11                             | 3                              | 1                              | 154   | 48    | 14    |

## Distinctions individuelles
- Trophée UNFP du plus beau but de Ligue 1 de la saison 2022-2023[31].
- Homme du match en Ligue des champions le 3 octobre 2023 face au Arsenal FC[32].
- 9e du Trophée Raymond Kopa en 2023[33].